# Мирне (Вознесенський район)
Ми́рне — село в Україні, у Братській селищній громаді Вознесенського району Миколаївської області. Населення становить 119 осіб. До 2020 року орган місцевого самоврядування — Новоолександрівська сільська рада.

## Населення
Згідно з переписом УРСР 1989 року чисельність наявного населення села становила 140 осіб, з яких 65 чоловіків та 75 жінок.
За переписом населення України 2001 року в селі мешкало 117 осіб.

### Мова
Розподіл населення за рідною мовою за даними перепису 2001 року:
| Мова       | Чисельність | Відсоток |
| ---------- | ----------- | -------- |
| українська | 100         | 84,03%   |
| румунська  | 18          | 15,13%   |
| російська  | 1           | 0,84%    |
| Усього     | 119         | 100%     |